# 福莫苏 (戈亚斯州)
福莫苏是巴西戈亚斯州的一个市镇。总面积844.285平方公里，总人口5168人，人口密度6.1人/平方公里。